# Franjo Ivanović
Franjo Ivanović (Schwaz, 1 oktober 2003) is een Kroatisch-Oostenrijks voetballer die sinds 2025 uitkomt voor SL Benfica.

## Clubcarrière

### Jeugd
Ivanović werd geboren in Oostenrijk, waar hij geboren werd als kind van Kroatische ouders die in de jaren '90 hun land ontvluchtten voor de oorlog. Als jonge tiener kon hij naar verschillende Europese topclubs, maar Ivanović ruilde in 2016 de jeugdopleiding van SVg Mayrhofen voor die van FC Augsburg.

### FC Augsburg
In het seizoen 2021/22 stroomde Ivanović door naar het tweede elftal van FC Augsburg, dat toen uitkwam in de Regionalliga Bayern. In zes competitiewedstrijden slaagde hij er niet in om te scoren. In het seizoen 2022/23 scoorde hij daarentegen achttien competitiegoals voor het tweede elftal van Augsburg. Dit leverde hem een transfer op naar de Kroatische eersteklasser HNK Rijeka.

### HNK Rijeka
Bij HNK Rijeka haalde Ivanović in zijn debuutseizoen opnieuw dubbele cijfers qua goals. In de competitie trof hij acht keer raak, samen met zijn drie Europese goals tegen KF Dukagjini en zijn vier goals in het bekertoernooi leverde dat een seizoenstotaal van twaalf doelpunten op. Rijeka haalde dat seizoen de bekerfinale en was lang in de running voor de landstitel, maar uiteindelijk trok Dinamo Zagreb telkens aan het langste eind. 
Ivanović begon het seizoen 2024/25 met drie goals in vier competitiewedstrijden, alsook een Europese goal tegen NK Olimpija. De twintigjarige aanvaller nam na ruim een seizoen evenwel afscheid van de club: eind augustus 2024 ondertekende hij een vierjarig contract bij de Belgische vicelandskampioen Union Sint-Gillis, die gebruik maakte van een clausule die luidde dat Ivanović weg mocht voor vier miljoen euro.

### Union Sint-Gillis
Op 1 september 2024, nauwelijks een dag nadat Union Sint-Gillis zijn transfer aankondigde, maakte Ivanović zijn officiële debuut voor de club: in de Brusselse derby tegen RSC Anderlecht (0-0-gelijkspel) liet trainer Sébastien Pocognoli hem in de 81e minuut invallen voor Kevin Rodríguez. Daarop volgden meteen een aantal basisplaatsen op rij voor Ivanović, die bij zijn vierde basisplaats op rij goed was voor een goal en een assist in de 3-0-competitiezege tegen KV Kortrijk. Door deze 3-0-zege maakte Union een einde aan een reeks van vier competitiewedstrijden op rij zonder doelpunt. Drie dagen eerder had Union weliswaar gescoord in de Europa League-wedstrijd tegen Fenerbahçe SK, die Union mede door een penaltymisser van Ivanović met 2-1 verloor.
Na zijn doelpunt tegen Club Brugge op 6 oktober 2024 bleef Ivanović tien officiële wedstrijden op rij droog. Op 12 december 2024 doorbrak de Kroaat de droogte door Union met twee goals naar een 2-1-zege tegen OGC Nice te leiden. Ivanović, die in tussentijd met Kevin Mirallas een spitsentrainer had verwelkomd bij de club, verdubbelde zijn doelpuntenaantal voor Union prompt van twee naar vier. De Kroaat sloot het kalenderjaar uiteindelijk zelfs al met acht doelpunten voor Union, met dank aan een hattrick tegen KVC Westerlo en een nieuw doelpunt tegen Club Brugge.
Bij de jaarwisseling, toen Union vijfde stond in de nationale competitie met elf punten minder dan leider KRC Genk, werd vol verwachting uitgekeken naar de tweede seizoenshelft van het spitsenduo dat Ivanović vormde met Promise David. Trainer Sébastien Pocognoli, die dat seizoen ook over centrumspitsen als Kevin Rodríguez, Mohammed Fuseini en Elton Kabangu beschikte, koos na het uitproberen van verschillende spitsenduo's uiteindelijk voor de combinatie Ivanović-David. De Kroaat bleef daarop ook na de jaarwisseling vlot scoren: in januari 2025 scoorde hij vijf keer en bezorgde hij Union opnieuw drie gouden punten in de Europa League met zijn tweeklapper tegen SC Braga. Ivanović klokte in zijn debuutseizoen voor Union uiteindelijk af op 21 doelpunten in alle competities, waaronder vijf in de Champions' Play-offs waarin de Brusselaars met 28 op 30 een bijna perfecte score haalden. In de slotwedstrijd tegen KAA Gent, waarin Union zijn eerste landstitel in 90 jaar veroverde, opende de Kroaat de score.
Op 20 juli 2025 scoorde Ivanović in de verloren supercupwedstrijd tegen Club Brugge het eerste officiële doelpunt van Union in het nieuwe seizoen, maar een paar dagen later raakte bekend dat de Kroaat op weg was naar SL Benfica. Op 31 juli 2025 werd de transfer officieel aangekondigd.

### SL Benfica
Ivanović ondertekende in juli 2025 een vijfjarig contract bij SL Benfica, dat een basisbedrag van 22,8 miljoen euro voor hem neertelde dat potentieel met vijf miljoen euro kon oplopen. Daarbovenop bedong Union ook een doorverkooppercentage van twintig procent.

## Clubstatistieken
| Seizoen         | Club              | Land               | Competitie          | Competitie | Competitie | Beker | Beker | Supercup | Supercup | Europees | Europees | Totaal | Totaal |
| Seizoen         | Club              | Land               | Competitie          | Wed.       | Dlp.       | Wed.  | Dlp.  | Wed.     | Dlp.     | Wed.     | Dlp.     | Wed.   | Dlp.   |
| --------------- | ----------------- | ------------------ | ------------------- | ---------- | ---------- | ----- | ----- | -------- | -------- | -------- | -------- | ------ | ------ |
| 2021/22         | FC Augsburg II    | Vlag van Duitsland | Regionalliga Bayern | 6          | 0          | —     | —     | —        | —        | —        | —        | 6      | 0      |
| 2022/23         | FC Augsburg II    | Vlag van Duitsland | Regionalliga Bayern | 36         | 18         | —     | —     | —        | —        | —        | —        | 36     | 18     |
| 2023/24         | HNK Rijeka        | Vlag van Kroatië   | HNL                 | 30         | 5          | 5     | 4     | —        | —        | 6        | 3        | 41     | 12     |
| 2024/25         | HNK Rijeka        | Vlag van Kroatië   | HNL                 | 4          | 3          | 0     | 0     | —        | —        | 6        | 1        | 10     | 4      |
| 2024/25         | Union Sint-Gillis | Vlag van België    | Jupiler Pro League  | 34         | 16         | 2     | 0     | 0        | 0        | 10       | 4        | 46     | 20     |
| 2025/26         | Union Sint-Gillis | Vlag van België    | Jupiler Pro League  | 0          | 0          | 0     | 0     | 1        | 1        | 0        | 0        | 1      | 1      |
| 2025/26         | SL Benfica        | Vlag van Portugal  | Primeira Liga       | 0          | 0          | 0     | 0     | 0        | 0        | 0        | 0        | 0      | 0      |
| Carrière totaal | Carrière totaal   | Carrière totaal    | Carrière totaal     | 110        | 42         | 7     | 4     | 1        | 1        | 22       | 8        | 140    | 55     |

Bijgewerkt op 4 augustus 2025.

## Interlandcarrière
Ivanović kwam in 2017 uit voor zowel de nationale jeugdploegen van Kroatië als voor die van Oostenrijk. Na zijn eenmalige optreden voor Oostenrijk –15 vertegenwoordigde hij opnieuw de Kroatische jeugdelftallen. In maart 2025 werd hij voor het eerst opgeroepen voor het A-elftal van Kroatië naar aanleiding van het UEFA Nations League-tweeluik tegen Frankrijk. Op 20 maart 2025 liet bondscoach Zlatko Dalić hem in de heenwedstrijd van de kwartfinale in de 60e minuut invallen. In zijn derde interland opende Ivanović zijn doelpuntenrekening voor Kroatië: in de 0-7-zege tegen Gibraltar scoorde hij tweemaal en leverde hij een assist af.
| Interlands van Franjo Ivanović   | Interlands van Franjo Ivanović   | Interlands van Franjo Ivanović   | Interlands van Franjo Ivanović   | Interlands van Franjo Ivanović   | Interlands van Franjo Ivanović   | Interlands van Franjo Ivanović   |
| No.                              | Datum                            | Wedstrijd                        | Uitslag                          | Soort Wedstrijd                  | Doelpunten                       |                                  |
| Als speler bij Union Sint-Gillis | Als speler bij Union Sint-Gillis | Als speler bij Union Sint-Gillis | Als speler bij Union Sint-Gillis | Als speler bij Union Sint-Gillis | Als speler bij Union Sint-Gillis | Als speler bij Union Sint-Gillis |
| -------------------------------- | -------------------------------- | -------------------------------- | -------------------------------- | -------------------------------- | -------------------------------- | -------------------------------- |
| 1.                               | 20 maart 2025                    | Kroatië – Frankrijk              | 2 – 0                            | UEFA Nations League 2024/25      | -                                |                                  |
| 2.                               | 23 maart 2025                    | Frankrijk – Kroatië              | 2 – 0                            | UEFA Nations League 2024/25      | -                                |                                  |
| 3.                               | 6 juni 2025                      | Gibraltar – Kroatië              | 0 – 7                            | Kwalificatie WK 2026             | 60' 63'                          |                                  |
| 4.                               | 9 juni 2025                      | Kroatië – Tsjechië               | 5 – 1                            | Kwalificatie WK 2026             | -                                |                                  |
| Totaal                           | Totaal                           | Totaal                           | Totaal                           | Totaal                           | 2                                |                                  |

Bijgewerkt tot 4 augustus 2025